# Пасиенсия, Гонсалу
Гонса́лу Ме́ндиш Пасие́нсия (порт. Gonçalo Mendes Paciência; 1 августа 1994, Порту) — португальский футболист, нападающий клуба «Спорт Ресифи».

## Клубная карьера
Гонсалу является воспитанником системы «Порту». За вторую команду он дебютировал в сезоне 2013/14. В сезоне 2014/15 Гонсалу был игроком ротации фарм-клуба, а также начал привлекаться к играм первой команды. Его дебют за «Порту» состоялся 25 января 2015 года в матче против «Маритиму». Это был его единственный матч за первую команду в дебютном сезоне.
12 июля 2018 года «Айнтрахт» выкупил игрока у «Порту». 2 марта 2019 года в матче против «Хоффенхайма» Пасиенсия забил первый гол за клуб.

## Карьера в сборной
Гонсалу выступал за все юношеские и молодёжные сборные своей страны. Он был включён в состав молодёжной сборной Португалии на молодёжный чемпионат мира по футболу 2013, однако не сыграл на нём из-за травмы.

## Личная жизнь
Отец Гонсалу, Домингуш — футболист, выступавший за «Порту» и сборную Португалии. Также у Гонсалу есть старший брат Жоао (род. 1991).

## Достижения
«Айнтрахт»
- Победитель Лиги Европы УЕФА: 2021/22